# Dadelo
Dadelo S.A. – polska spółka zajmująca się dystrybucją rowerów, odzieży, akcesoriów i części rowerowych. Sprzedaż prowadzi za pośrednictwem sklepu internetowego oraz stacjonarnych salonów rowerowych działających pod marką CentrumRowerowe.pl. Od 2020 roku obecna na Giełdzie Papierów Wartościowych w Warszawie. Wchodzi w skład Grupy Kapitałowej Oponeo.pl S.A. 

## Historia
W 2015 roku CCR Sport sp. z o.o. zawiązała wehikuł inwestycyjny pod firmą Dadelo sp. z o.o. Rok później zawarła umowę inwestycyjną z Oponeo.pl S.A., w wyniku której została wydzielona zorganizowana część przedsiębiorstwa, obsługująca sprzedaż internetową pod nazwą CentrumRowerowe.pl. 

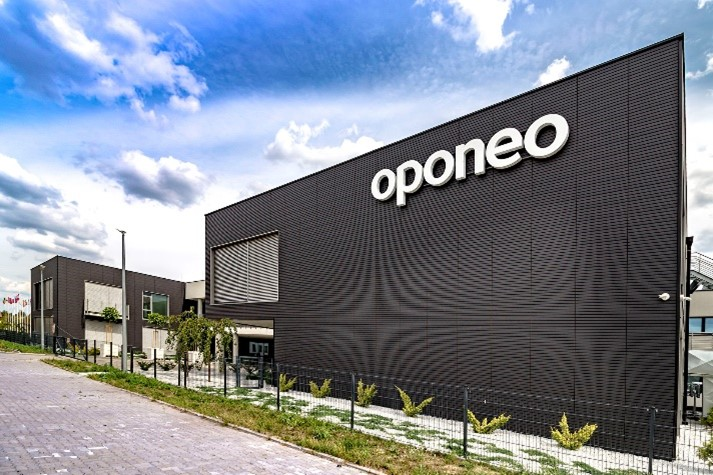
Siedziba Oponeo.pl, w której od 2018 roku mieści się również siedziba Dadelo S.A.

W 2017 roku Dadelo sp. z o.o. została przekształcona w Dadelo S.A. oraz dołączona do Grupy Kapitałowej Oponeo.pl S.A. Rok później, w 2018 r. siedzibę spółki przeniesiono do biurowca przy ul. Podleśnej w Bydgoszczy. W 2019 roku spółka wprowadziła na rynek dwie marki Eyen (odpowiedzialną za części, akcesoria i odzież rowerową) oraz Unity (posiadające w ofercie klasyczne rowerowy miejskie dla kobiet i dzieci). W 2020 r. spółka Dadelo S.A. zadebiutowała na Giełdzie Papierów Wartościowych w Warszawie. Dzięki udanemu debiutowi spółka wzmocniła swoją pozycję na rynku i prowadziła dalszą ekspansję. W 2021 roku wprowadziła na rynek kolejną markę własną pod nazwą Oxfeld, która tworzy funkcjonalne rowery do jazdy rekreacyjnej, w tym również rowery elektryczne. 

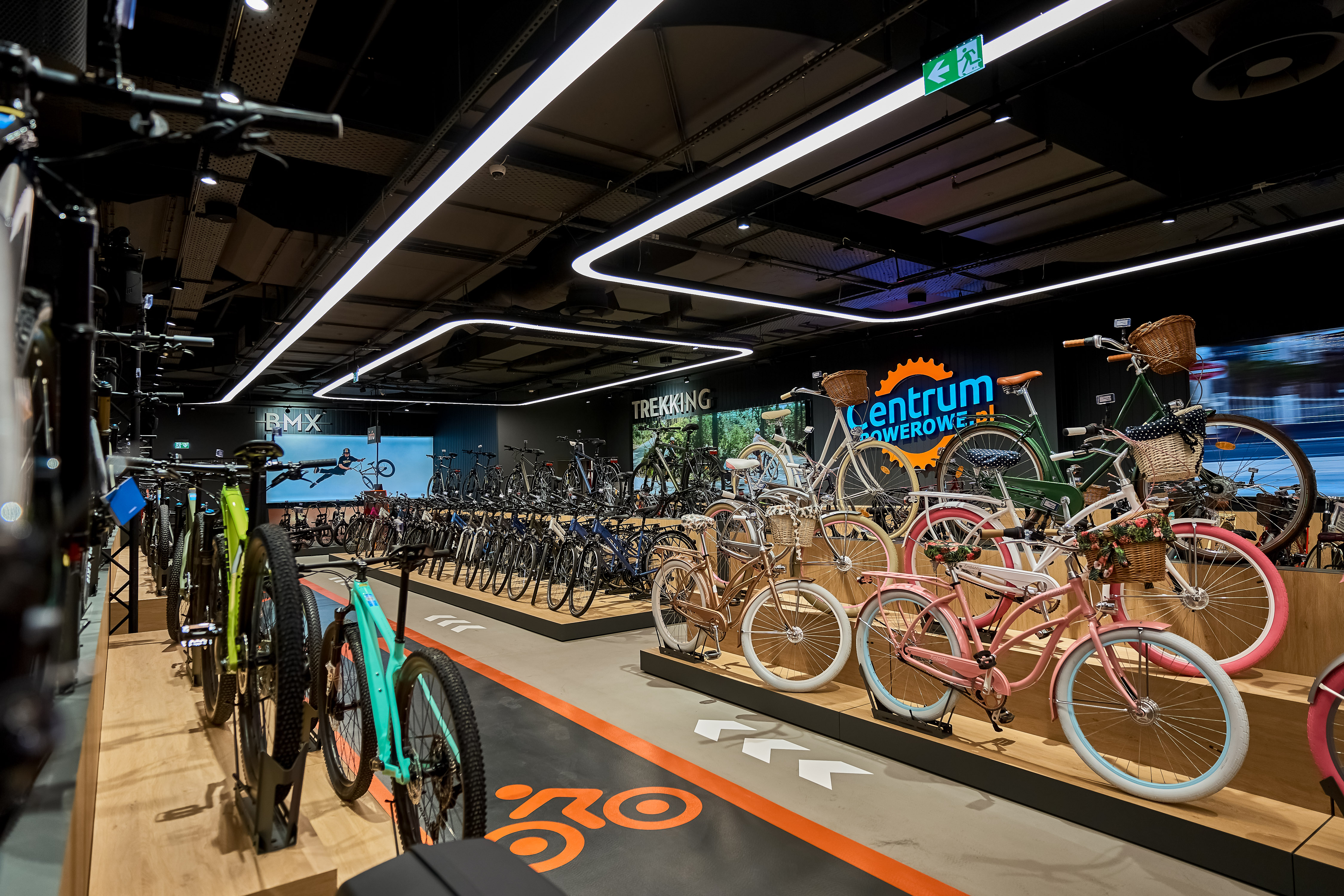
Pierwszy salon stacjonarny CentrumRowerowe.pl otwarty w Warszawie w 2023 roku.

Z początkiem kwietnia 2023 roku Dadelo S.A. otworzyło w Warszawie swój pierwszy stacjonarny salon rowerowy pod szyldem CentrumRowerowe.pl. Niespełna rok później (15 lutego 2024 roku) we Wrocławiu otwarty został drugi     stacjonarny salon CentrumRowerowe.pl, a w sobotę, 1 lutego 2025 roku, otwarty został trzeci salon stacjonarny, tym razem w Gdańsku. 
Spółka od kilku lat umacnia swoją pozycję na rynku rowerowym w Polsce, , co potwierdzają corocznie rosnące przychody. Na koniec 2023 roku osiągnęły one poziom 189,087 tys. zł, a w 2024 roku wzrosły do 280,571 tys. zł. Dodatkowym dowodem rozwoju firmy jest systematycznie zwiększająca się liczba zatrudnionych, która obecnie wynosi  236 osób. Poza dystrybucją rowerów i sprzętu rowerowego Dadelo wspiera aktywnie środowisko kolarskie w Polsce - między innymi od 2021 roku publikuje Kalendarz Zawodów Rowerowych, w ramach którego promuje oddolne inicjatywy kolarskie z całej Polski.

## Serwis internetowy
Sklep internetowy należący do Dadelo S.A. – CentrumRowerowe.pl specjalizuje się w sprzedaży rowerów, części, akcesoriów oraz odzieży kolarskiej. Oferuje ponad 85 tys. różnych produktów, przeznaczonych zarówno dla profesjonalistów, jak i osób jeżdżących rekreacyjnie. W portfolio sklepu znajduje się około 520 marek (stan na 05.2025 r.). Sklep współpracuje z 353 serwisami partnerskimi (stan na 05.2025r.), w których można odebrać zakupione rowery. W ramach platformy prowadzony jest blog z poradami i nowinkami branżowymi, Wyszukiwarka Tras Rowerowych oraz Porównywarka Lampek Rowerowych. 

## Salon rowerowy
W kwietniu 2023 spółka otworzyła swój pierwszy salon rowerowy, który mieści się w CH Okęcie przy Al. Krakowskiej 61 w Warszawie i ma powierzchnię 2700 m². W sklepie można skorzystać z usługi profesjonalnego serwisu rowerowego, bikefittingu oraz punktu do mycia rowerów. Niespełna rok później - 15 lutego 2024 roku Dadelo S.A. otworzyło swój drugi salon rowerowy. Na lokalizację salonu wybrano CH Aleja Bielany II przy ulicy Czekoladowej 20, na Bielanach Wrocławskich.  

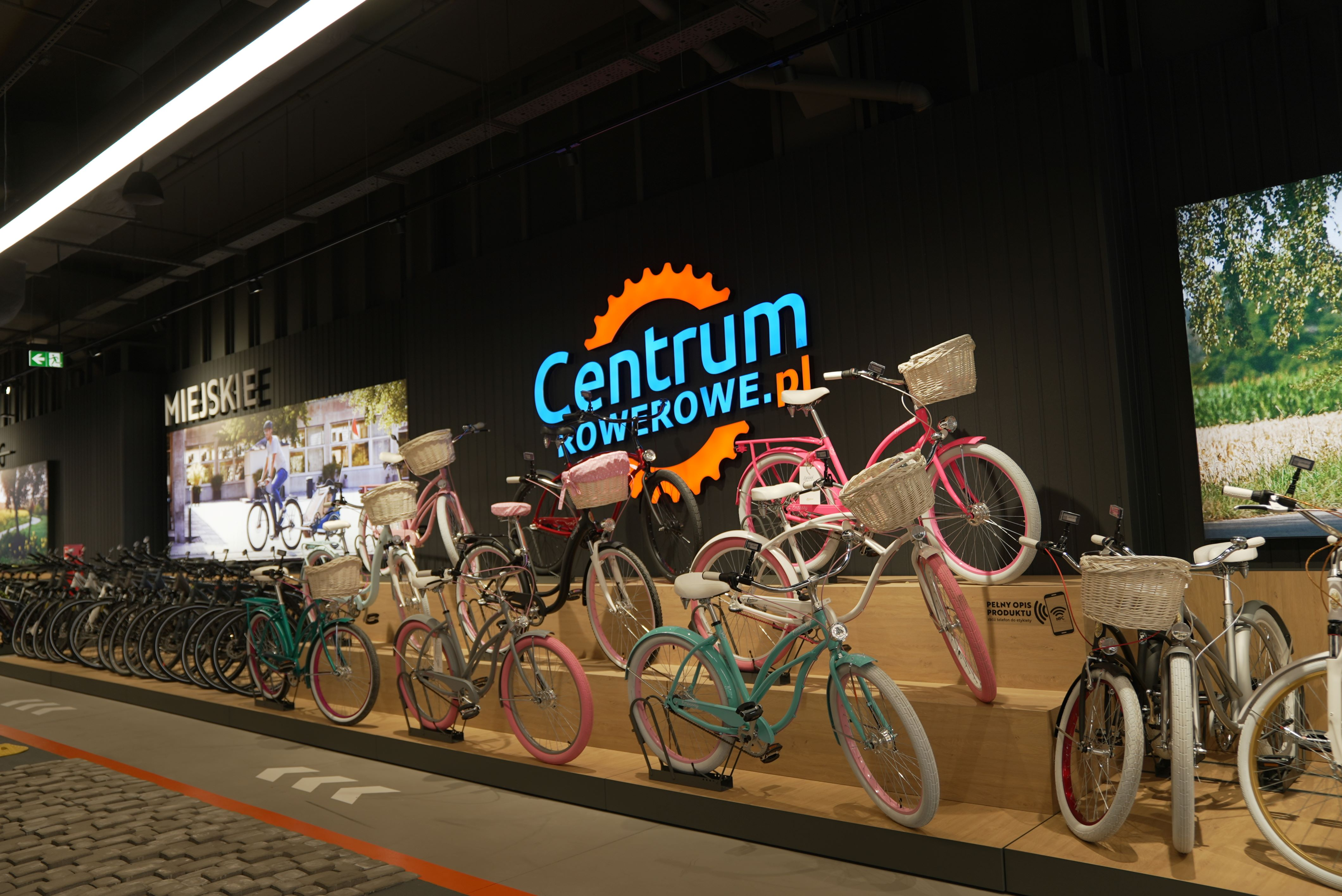
Salon stacjonarny we Wrocławiu otwarty w lutym 2024 roku.

Wrocławski salon oferuje szeroki wybór rowerów i innych produktów dla rowerzystów oraz 10 profesjonalnych stanowisk serwisowych, punkt mycia rowerów oraz, podobnie jak warszawski salon, wygodną strefę Click&Collect. Oferta sklepów kierowana jest zarówno do profesjonalnych rowerzystów jak również osób jeżdżących rekreacyjnie, w tym dorosłych oraz dzieci.  
1 lutego 2025 roku spółka otworzyła swój trzeci salon stacjonarny. Tym razem w Gdańsku, który dołączył do Warszawy i Wrocławia. Nowa lokalizacja mieści się w Morskim Parku Handlowym przy ulicy Przywidzkiej 10A. Na klientów czeka przestrzeń o powierzchni 2750 m², na której wyeksponowano rowery, części, akcesoria i odzież rowerową. W gdańskim salonie dostępnych jest ponad 7500 produktów od ponad 200 renomowanych marek, takich jak Shimano, Rondo, Orbea, Superior, Lapierre, Assos czy Endura. Klienci mogą również przetestować ponad 700 gotowych do jazdy rowerów na specjalnej wewnętrznej ścieżce testowej z różnorodnymi przeszkodami, m.in. z odcinkiem kostki brukowej. Firma zapowiada dalszą ekspansję, do 2027 roku planuje otwarcie co najmniej siedmiu stacjonarnych sklepów w całej Polsce.  

## Marki własne
Dadelo S.A. jest właścicielem trzech marek produktowych:
- Eyen (2019) – części, akcesoria i odzież rowerowa[15].

- Unity (2019) – klasyczne rowery miejskie, przeznaczone dla kobiet i dzieci. W portfolio marki znajdują się modele tradycyjne i elektryczne.
- Oxfeld (2021) – rowery, opracowane z myślą o rekreacyjnych rowerzystach i rowerzystkach. Wśród dostępnych modeli znajdują się m.in. crossowe, MTB, trekkingowe czy BMX[16].

## Centrum logistyczne

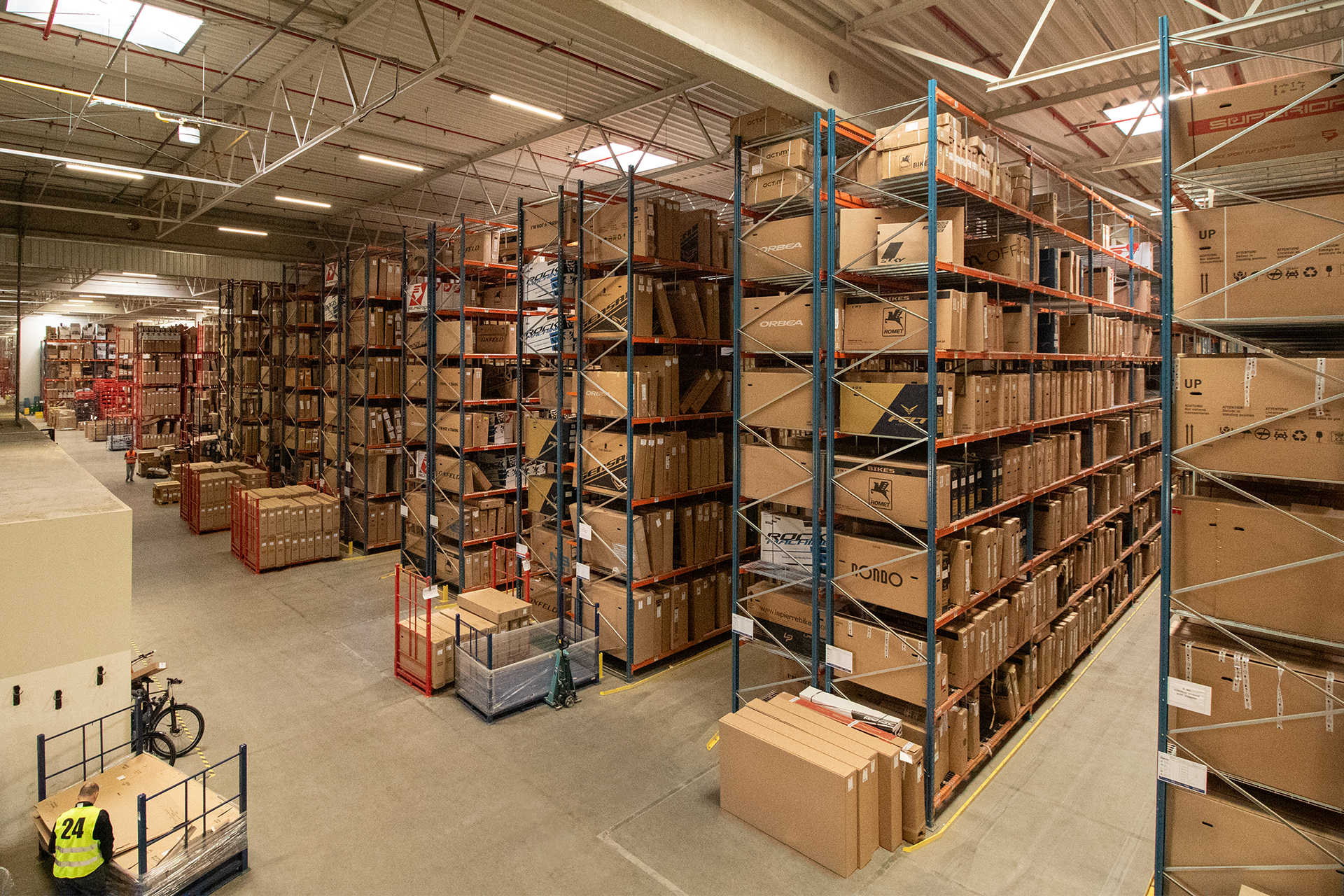
Nowoczesne Centrum Logistyczne Dadelo S.A., położone w Bydgoskim Parku Przemysłowym.

Od końca 2022 roku działa nowe centrum logistyczne należące do Dadelo S.A., którego łączna powierzchnia wynosi 12 500 m². Centrum znajduje się w Bydgoskim Parku Przemysłowym i wyróżnia się całkowitą automatyzacją procesów magazynowych, która pozwala na realizację 95% zamówień w ciągu 24 h.

## Wyniki finansowe i dane operacyjne Spółki na przestrzeni lat
|                                                        | 2024      | 2023      | 2022      | 2021      | 2020      | 2019      | 2018      |
| ------------------------------------------------------ | --------- | --------- | --------- | --------- | --------- | --------- | --------- |
| Przychody ze sprzedaży produktów, towarów i materiałów | 280.571   | 189.087   | 117.201   | 82.814    | 64.521    | 33.380    | 28.742    |
| Zysk (strata) netto                                    | 11.526    | 82        | 3.917     | 6.024     | 5.061     | 142       | (1.616)   |
| Aktywa razem                                           | 237.344   | 141.651   | 119.685   | 110.002   | 31.454    | 16.431    | 13.943    |
| Kapitał własny                                         | 117.605   | 106.079   | 105.956   | 103.729   | 19.605    | 12.282    | 12.140    |
| Marża brutto                                           | 31,84%    | 27.45%    | 30.49%    | 32.41%    | 29.37%    | 24.8%     | 25.2%     |
| Liczba zamówień                                        | 648.200   | 535.625   | 394.950   | 296.053   | 243.981   | 137.837   | 124.694   |
| Liczba użytkowników                                    | 8.813.762 | 8.339.799 | 6.554.712 | 5.884.425 | 5.416.498 | 2.637.373 | 2.656.985 |

*źródło: Dane Finansowe i Operacyjne ir.dadelo.pl (kwoty podane w tys. zł)

## Zarząd i Rada Nadzorcza

### Zarząd

#### Prezes Zarządu
Ryszard Zawieruszyński - związany ze spółką Dadelo S.A. od 2018 roku, kiedy objął funkcję Prezesa Zarządu. Posiada wieloletnie doświadczenie w prowadzeniu spółek działających w branży e-commerce. Między innymi był założycielem spółek Citynet Media s.c., Opony.com.pl sp. z o.o. oraz Narzedzia.pl sp. z o.o.

#### Członek Zarządu ds. Sprzedaży
Jacek Zieziulewicz - związany ze spółką Dadelo S.A. od stycznia 2020 roku, kiedy to objął stanowisko Dyrektora Handlowego. Odpowiedzialny jest za politykę handlową spółki. Wcześniej jego kariera związana była ze spółkami Microcomputer sp. z o.o., gdzie pełnił między innymi funkcje Dyrektora ds. Sprzedaży oraz Wiceprezesa Zarządu i Członka Rady Nadzorczej, a także Megaron S.A., w której również pełnił funkcje Dyrektora Handlowego oraz Wiceprezesa Zarządu. Swoje doświadczenie w branży rowerowej zdobywał między innymi pełniąc funkcję Dyrektora ds. Sprzedaży i Marketingu w spółce Kross S.A.

#### Członek Zarządu ds. Marketingu
Wojciech Topolewski - związany ze spółką od 2017 roku, kiedy to został prokurentem spółki. Od 2019 roku pełni funkcję Członka Zarządu. Posiada wieloletnie doświadczenie w kierowaniu działaniami marketingowymi w e-commerce. Od 2007 roku pełni funkcję Dyrektora Marketingu w jednym z największych polskich e-commerców w branży moto - Oponeo.pl. Zasiadał w zarządach i radach nadzorczych spółek Oponeo.pl S.A., Autocetrum.pl S.A., Rotopino.pl S.A. oraz Oponeo Brandhouse sp. z o.o. 

### Rada Nadzorcza

#### Przewodniczący Rady Nadzorczej
Michał Butkiewicz - Członek Rady Nadzorczej Dadelo S.A. od 2018 roku Członek Audytu Dadelo S.A. od 2020 roku. Posiada wieloletnie doświadczenie w kierowaniu różnymi obszarami przedsiębiorstw. Pracował między innymi dla PKO Banku Polskiego, GCB Centrostal Bydgoszcz S.A. oraz Banku Pocztowego S.A. Posiada również doświadczenie w branży e-commerce, od 2008 roku pełni funkcję Członka Zarządu oraz Dyrektora Finansowego w Oponeo.pl S.A.

### Członkowie Rady Nadzorczej
Wojciech Małachowski - członek Rady Nadzorczej oraz Komitetu Audytu spółki. Posiada wieloletnie doświadczenie w zakresie pośrednictwa ubezpieczeniowego oraz finansowego. Od 2018 roku zajmuje stanowisko Dyrektora Struktur w Generali Finance sp. z o.o.
Lucjan Ciaciuch - Członek Rady Nadzorczej oraz Komitetu Audytu spółki. Posiada doświadczenie w zarządzaniu finansami zarówno w I jak i II sektorze, a także wiedzę i umiejętności w zakresie rachunkowości i badania sprawozdań finansowych. Od 2011 roku prowadzi własną firmę audytorską Uni-Rach-Audyt L. Ciaciuch.
Ernest Pujszo - Członek Rady Nadzorczej Dadelo S.A. od czerwca 2023 roku. W swojej działalności zawodowej zajmuje się nadzorem nad pionem handlowym sklepu Oponeo.pl jako Dyrektor Handlowy w spółce Oponeo.pl S.A. Ponad to pełni również funkcję Prezesa Zarządu w Oponeo Lastik Satiş ve Pazarlama Dış Ticaret Limited Şirketi, Członka Zarządu w Oponeo.co.uk LTD i Oponeo.com INC, prokurenta w Oponeo.de GmbH i Członka Rady Nadzorczej w spółce Rotopino.pl S.A.

## Społeczna odpowiedzialność biznesu
Dadelo S.A. działa na rzecz promowania aktywnego trybu życia oraz bezpieczeństwa rowerzystów, angażując się i wspierając różne środowiska rowerowe:
- ,,Akademia bezpiecznego rowerzysty’’ (2025) - ogólnopolski program edukacyjny, którego celem jest popularyzacja wiedzy o bezpiecznym i odpowiedzialnym poruszaniu się rowerem wśród dzieci w wieku 7–11 lat[20].
- N-Bike Academy (2024 rok) - wsparcie w rozwoju klubu, który zajmuje się aktywizacją dzieci i młodzieży w sferze sportu kolarskiego[21].
- Fundacja na Rowerze (od 2023 roku) - wsparcie w rozwoju fundacji, która zajmuje się szkoleniami z bezpieczeństwa rowerzystów w ruchu drogowym[22].
- Puchar Rowerowej Stolicy Polski (od 2021 roku) – sponsor strategiczny rywalizacji zorganizowanej przez Aktywne Miasta[23],
- „Kalendarz Zawodów Rowerowych” (od 2021 roku) – projekt Dadelo S.A. promujący oddolne inicjatywy oraz zawody rowerowe w całej Polsce[24],
- „Raport: miasta dla rowerzystów” (do 2022 roku) – projekt Dadelo S.A. promujący idee zrównoważonego transportu w miastach[25].
- „150 cm dla rowerzysty” (2020 rok) – wsparcie kampanii edukacyjnej zorganizowanej przez fundację Zdrowy Rower[26],

## Współpraca ze sportowcami
W 2016 roku Dadelo S.A. wspierało rozwój drużyny sportowej SOWIE Team. Spółka za pośrednictwem marki CentrumRowerowe.pl nawiązała w 2021 roku relacje ze sportowcami: Mistrzem Polski w kolarstwie szosowym Michałem Palutą oraz kolarzem World Touru Bartoszem Huzarskim, z którymi prowadzone były w latach 2021-2023 działania mające na celu promowanie jazdy na rowerze. Od 2024 roku Dadelo S.A. wspiera amatorską grupę kolarską działającą pod nazwą Centrum Rowerowe Team.

## Nagrody i wyróżnienia
- 2023 rok - zajęcie trzeciego miejsca w kategorii Sport w Rankingu Sklepów Internetowych Opineo[30].
- 2022 rok – nominacja do nagrody Byki i Niedźwiedzie Gazety Parkiet w kategorii Debiut Roku[31]
- 2022 rok – zajęcie trzeciego miejsca w kategorii Sport w Rankingu Sklepów Internetowych Opineo[32]
- 2021 rok – nominacja do nagrody European Small and Mid-Cap Awards w kategorii Rising Stars[33]
- 2021 rok – zajęcie drugiego miejsca w kategorii Sport w Rankingu Sklepów Internetowych Opineo[32]
- 2020 rok – zajęcie trzeciego miejsca w kategorii Sport w Rankingu Sklepów Internetowych Opineo[32]
- 2015 rok – zajęcie drugiego miejsca w kategorii Sport w Rankingu Sklepów Internetowych Opineo